# Orcula tolminensis
Orcula tolminensis is een slakkensoort uit de familie van de Orculidae. De wetenschappelijke naam van de soort is voor het eerst geldig gepubliceerd in 1912 door A.J. Wagner.